# Albuca concordiana
Albuca concordiana är en sparrisväxtart som beskrevs av John Gilbert Baker. Albuca concordiana ingår i släktet Albuca och familjen sparrisväxter. Inga underarter finns listade i Catalogue of Life.